# Petar iz Sebaste
Petar iz Sebaste (Kayseri, oko 340. – Sebaste, 391.), kršćanski teolog, biskup Sebaste, jedan od crkvenih otaca.

## Životopis
Potječe iz obitelji svetaca. Njegovi roditelji su sveti Bazilije Stariji i sveta Emmerita, a dva brata su također sveci - Bazilije Veliki i Grgur iz Nise. Također sveticom bila je i sestra mu Makrina Mlađa, od njega starija dvadeset godina, koja ga je odgajala nakon smrti roditelja. Kao redovnik stupio je u samostan kod Neocezerteje na Crvenom moru, koji je utemeljio njegov brat Bazilije, te je uskoro preuzeo njegovo vođenje. Godine 379. postao je biskup Sebaste. S obojicom braće sudjelovao je na Saboru u Carigradu 381. Slavi se kao svetac 9. siječnja.